# Quantum of the Seas
Quantum of the Seas (укр. Квант морів) — круїзне судно класу Quantum , що перебуває у власності компанії «Royal Caribbean Cruises Ltd.» та експлуатується оператором «Royal Caribbean International». Ходить під прапором Багамських островів із портом приписки в Нассау.

## Історія судна
Судно було закладене 2 серпня 2013 року на верфі «Meyer Werft» в Папенбурзі, Німеччина, під назвою проекту «Project Sunshine». Спуск на воду відбувся 9 серпня 2014 року. 28 жовтня 2014 року судно здано в експлуатацію, а 31 жовтня того ж року передано на службу флоту компанії-замовника. Перший рейс здійснило 2 листопада 2014 року.
На церемонії хрещення, що відбулася 30 жовтня 2014 року, хрещеною мамою судна стала американська актриса Крістін Ченовет. Перший рейс відбувся 2 листопада 2014 року з Нью-Джерсі по атлантичному узбережжі США. З часу введення в експлуатацію лайнер здійснив ряд круїзів у Північній Атлантиці, а з 2015 року працює в азійській акваторії Тихого океану.